# Речни рак
Речни рак (Astacus astacus) је животињска врста класе ракова (Crustacea) која припада реду Decapoda. Ракови су бескичмењаци, а тело им је чланковито.

## Карактеристике
Дишу шкргама и површином тела. Тело образује 3 целине: глава (6 сегмената), груди (8 сегмената) и трбух (7 сегмената). У повољним условима могу достићи тежину и до 300 грама.

## Станиште
Станишта врсте су језера и језерски екосистеми, речни екосистеми, потока и слатководна подручја.

## Распрострањеност
Ареал речног рака обухвата већи број држава.
Присутна је у следећим државама: Француска, Русија, Шведска, Норвешка, Пољска, Немачка, Србија, Грчка, Мађарска, Румунија, Украјина, Финска, Данска, Бугарска, Црна Гора, Македонија, Литванија, Летонија, Словенија, Чешка, Естонија, Хрватска, Босна и Херцеговина, Молдавија и Аустрија. Вештачки је уведена у Швајцарској.

## Исхрана
Слатководни ракови се одувек употребљавају за исхрану. Квалитет ракова се на тржишту цени према количини јестивог меса. Оно се налази у великим клештима, мишићима абдомена и репа. Мужјаци су развијенији, имају шира леђа и већа клешта, па су због тога и траженији. Могуће их је гајити за комерцијални излов, у контролисаним условима за достизање конзумне величине.
Месо ракова је веома укусно, и представља богат извор протеина, обилује минералним састојцима (нарочито фосфором) и знатним количинама витамина (нарочито А и Д), богато је базичним аминокиселинама, садржи омега-3 масне киселине, око 0,17 mg на 100 грама масе. Месо се лако вари и има мало везивног ткива.

## Угроженост
Ова врста се сматра рањивом у погледу угрожености врсте од изумирања. Заштићени су законом, међународним споразумима и уредбом о заштити природних реткости. Лов на речне ракове је дозвољен само у научне и едукативне сврхе. За ракове дужине испод 9 цм лов је забрањен. Ловостај ракова је од 1. новембра до 31. маја.